# Internetmuseum
L'Internetmuseum ou Musée de l'Internet est un musée numérique suédois ouvert en 2014. En juin 2016, ce musée a rejoint l'Association des musées suédois (Riksförbundet Sveriges museer) en tant que premier musée entièrement numérique.
L'Internetmuseum est géré par l'organisation indépendante Fondation Internet en Suède (Internetstiftelsen i Sverige) et propose un mélange de technologie, de politique et de culture Internet. L'ambition du musée est de diffuser les connaissances sur l'histoire suédoise d'Internet et de préserver le patrimoine numérique,.
Le musée conserve des sites internet présentant un certain intérêt historique, tels que tous les sites internet du premier FAI commercial suédois Swipnet.